# Société impériale orthodoxe de Palestine
 (novembre 2014).
Si vous disposez d'ouvrages ou d'articles de référence ou si vous connaissez des sites web de qualité traitant du thème abordé ici, merci de compléter l'article en donnant les références utiles à sa vérifiabilité et en les liant à la section « Notes et références ».

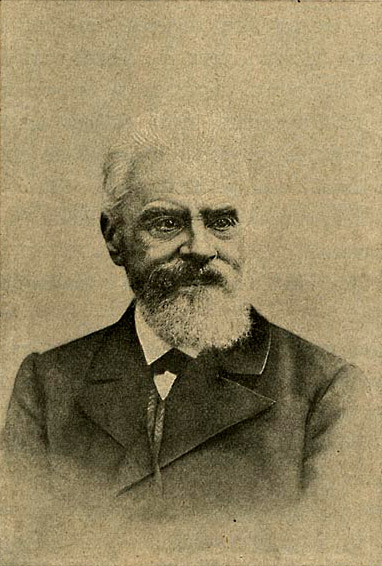
Vassili Khitrovo (1903)

La Société impériale orthodoxe de Palestine (en russe : Императорское православное палестинское общество) fut fondée le 8 mai 1882 par Vassili Khitrovo avec la permission de l'empereur Alexandre III de Russie.
Elle fut réformée et confirmée en 1919, 1922, 1925, 1930, 1952, 1986, 1989, 1992, 2002 et 2003. En 1918, elle fut renommée Société russe de Palestine dépendant de l'Académie des Sciences de la République socialiste soviétique de Russie.
Son champ d'activité se situe aujourd'hui aussi bien en fédération de Russie qu'à l'étranger.
En septembre 2008, le gouvernement d'Israël a décidé de rendre à la Russie le bâtiment qui avait abrité autrefois à Jérusalem l'hôtellerie orthodoxe russe Saint-Serge, ou Mission Saint-Serge de Jérusalem et qui était devenu le ministère de l'agriculture israélien. Il avait appartenu jusqu'à la révolution d'Octobre à la société impériale de Palestine et comptait parmi ses bienfaiteurs principaux le grand-duc Serge Alexandrovitch de Russie. Cette décision a été effective en février 2009.
En 2014, la SIORP ouvre officiellement une section au Centre orthodoxe de Nazareth, marquant son retour en force en Terre Sainte.

## Buts de la société
Le propos de la Société est de conserver, défendre et étendre les liens historiques, spirituels et culturels entre les peuples et les organisations situés dans les territoires concernés. Il est aussi d'assister l'Église orthodoxe dans ses entreprises missionnaires et spirituelles et dans ses œuvres de charité au Proche-Orient et en Méditerranée. La Société reprend aussi son activité principale pour laquelle elle avait été créée, c'est-à-dire de faciliter les pèlerinages des Orthodoxes en Terre sainte, non seulement sur les lieux bibliques, mais aussi sur les traces des apôtres en Méditerranée. 
Enfin, elle développe des activités scientifiques, des recherches historiques et archéologiques, mais aussi des missions médicales, ethnographiques et sociales au Proche-Orient.

## Maison d'accueil Saint-Alexandre

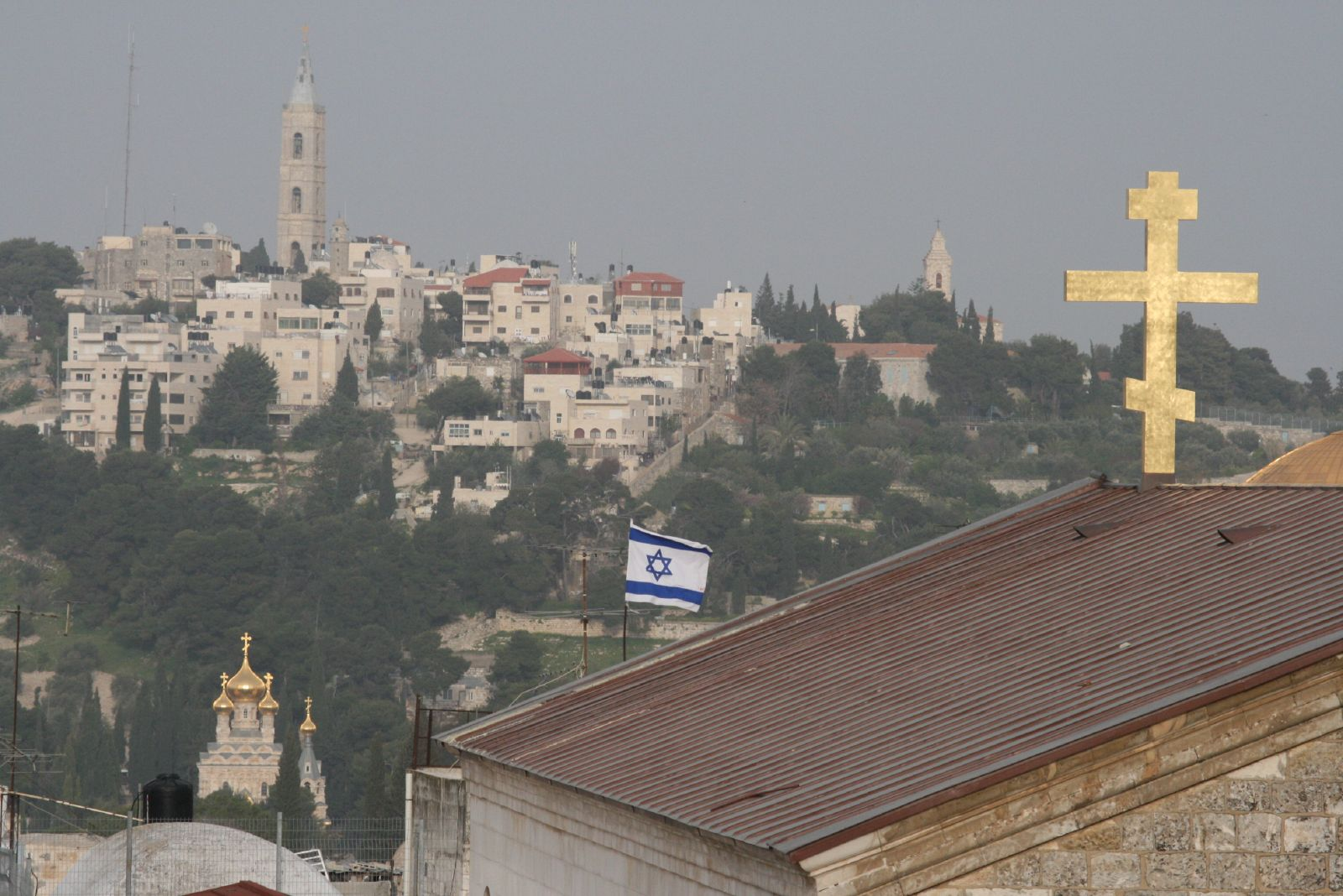
Toiture de la Maison Saint-Alexandre

La société avait son siège non loin du Saint-Sépulcre dans la Vieille ville de Jérusalem à la Maison d'accueil Saint-Alexandre, construite en 1887, qui comprend l'église Saint-Alexandre-Nevski, le Seuil des Portes du Tribunal du procès de Jésus, une maison d'accueil de pèlerins et les bureaux de la société d'archéologie. Des fouilles archéologiques y sont menées depuis 1882. Les membres de la société ont rompu les liens avec l'Église orthodoxe russe hors frontières en 1986 et ont créé une nouvelle société qui n'est reconnue juridiquement et canoniquement, ni par l'Église orthodoxe russe, ni par l'Église orthodoxe russe hors frontières, ni par la Société russe de Palestine orthodoxe, désormais installée à la mission Saint-Serge de Jérusalem.

## Illustrations de l'ancien siège de la société  à la mission Saint-Alexandre
La structure de la mission Saint-Alexandre abrite désormais le siège de la société orthodoxe de Palestine, de Jérusalem et du Proche-Orient. 

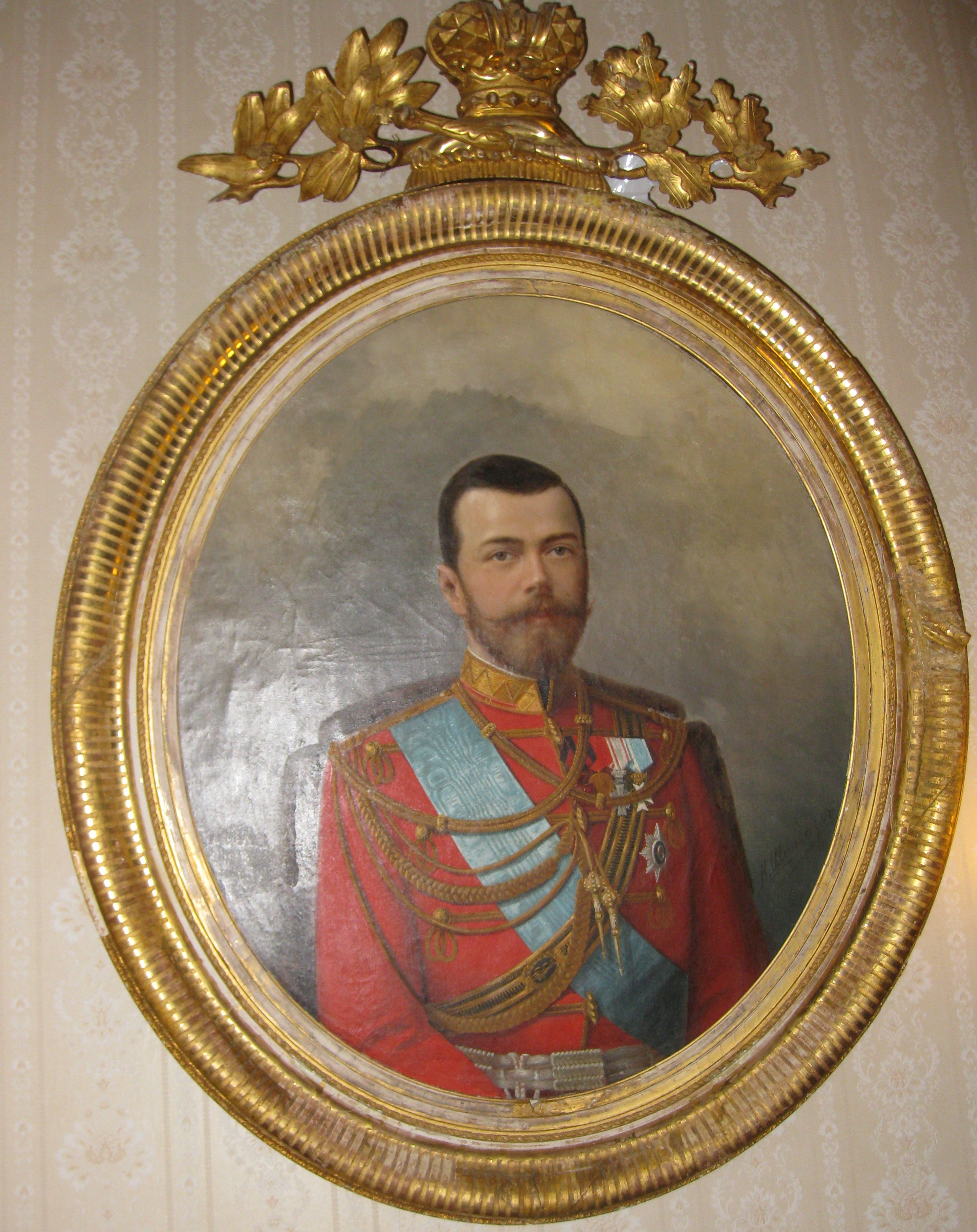
Portrait de Nicolas II dans le salon de la mission
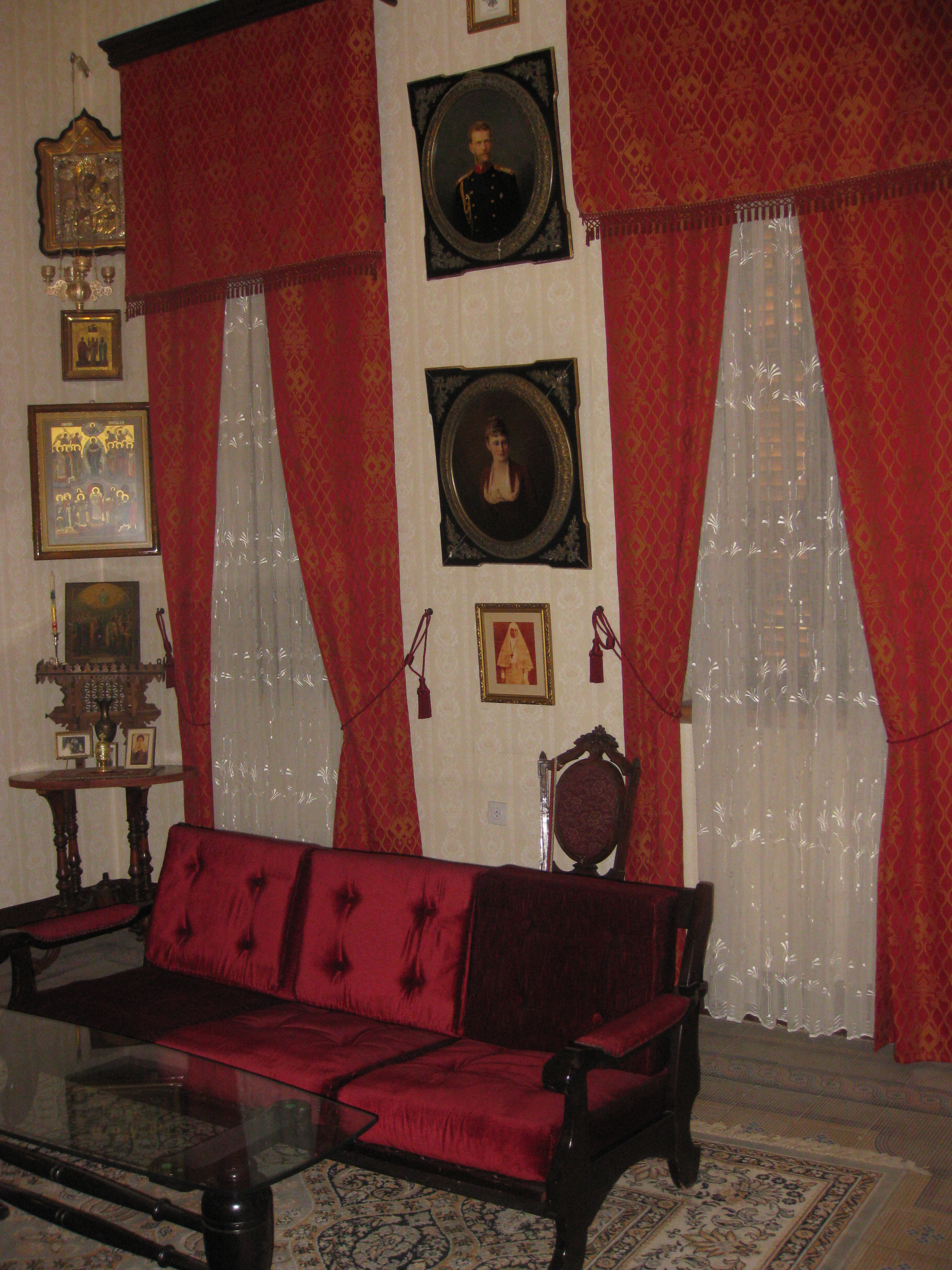
Vue du salon de la mission
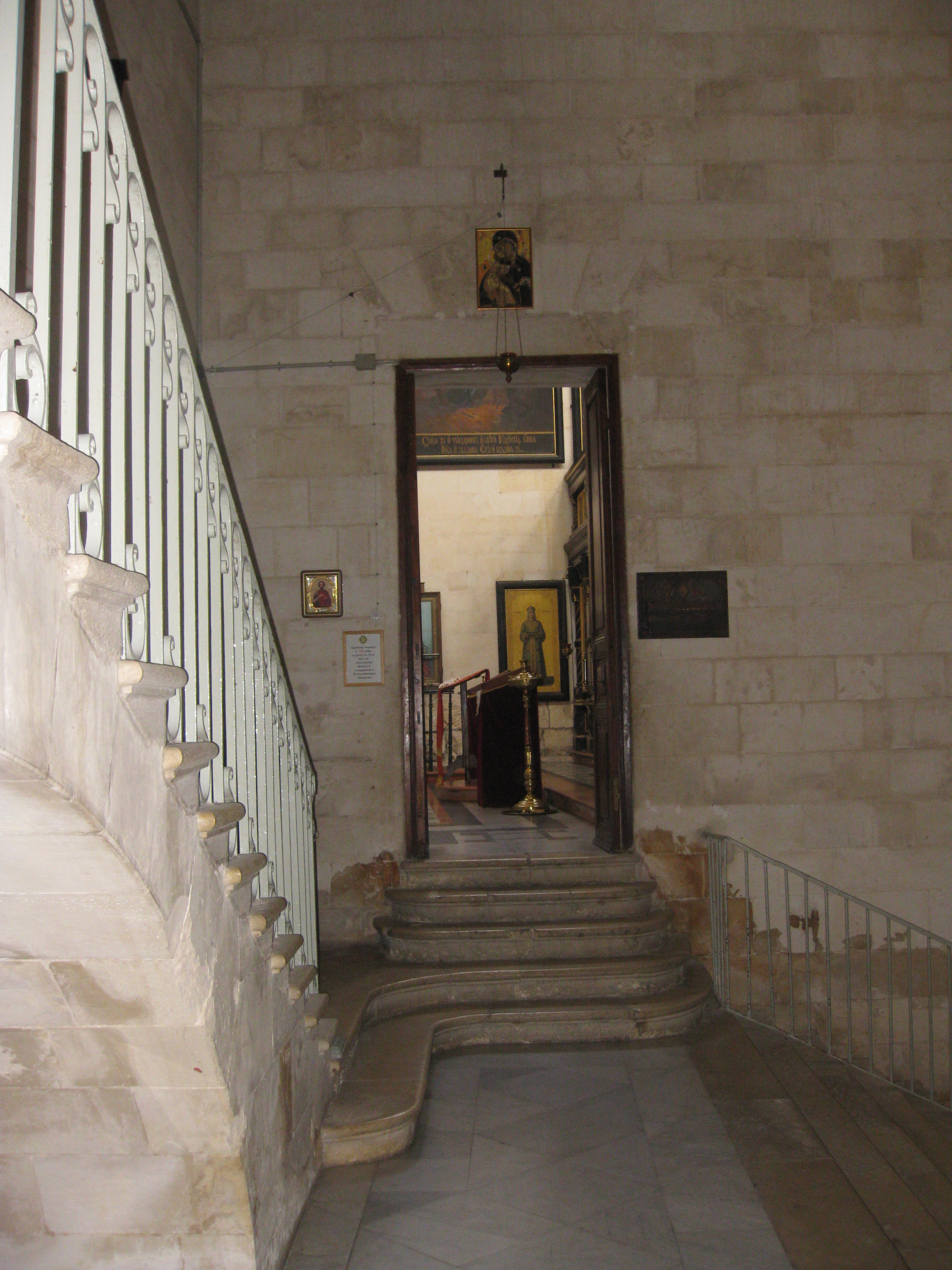
Entrée de l'église Saint-Alexandre-Nevsky
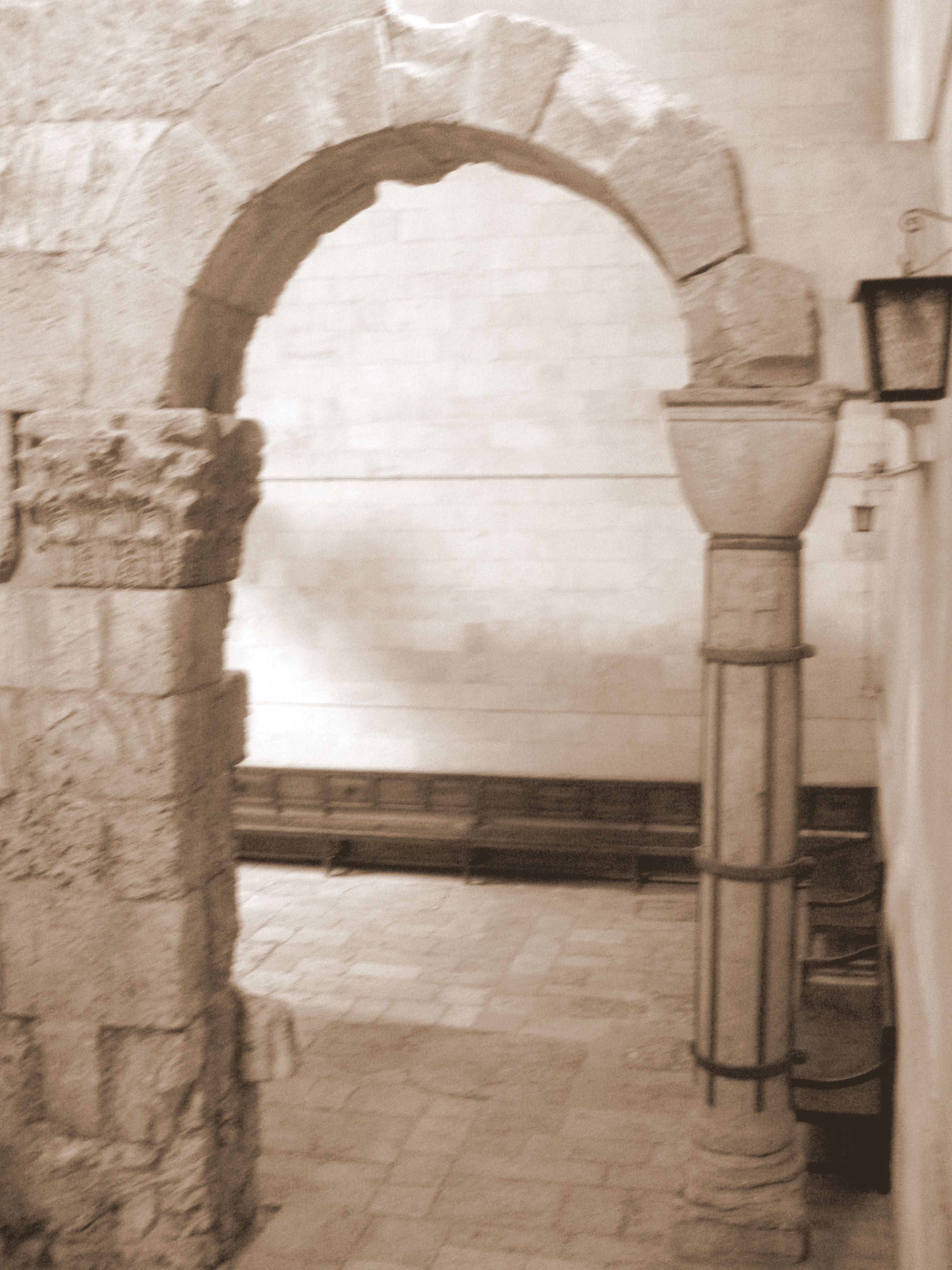
Seconde enceinte de Jérusalem de la Via Dolorosa et arc d'Hadrien
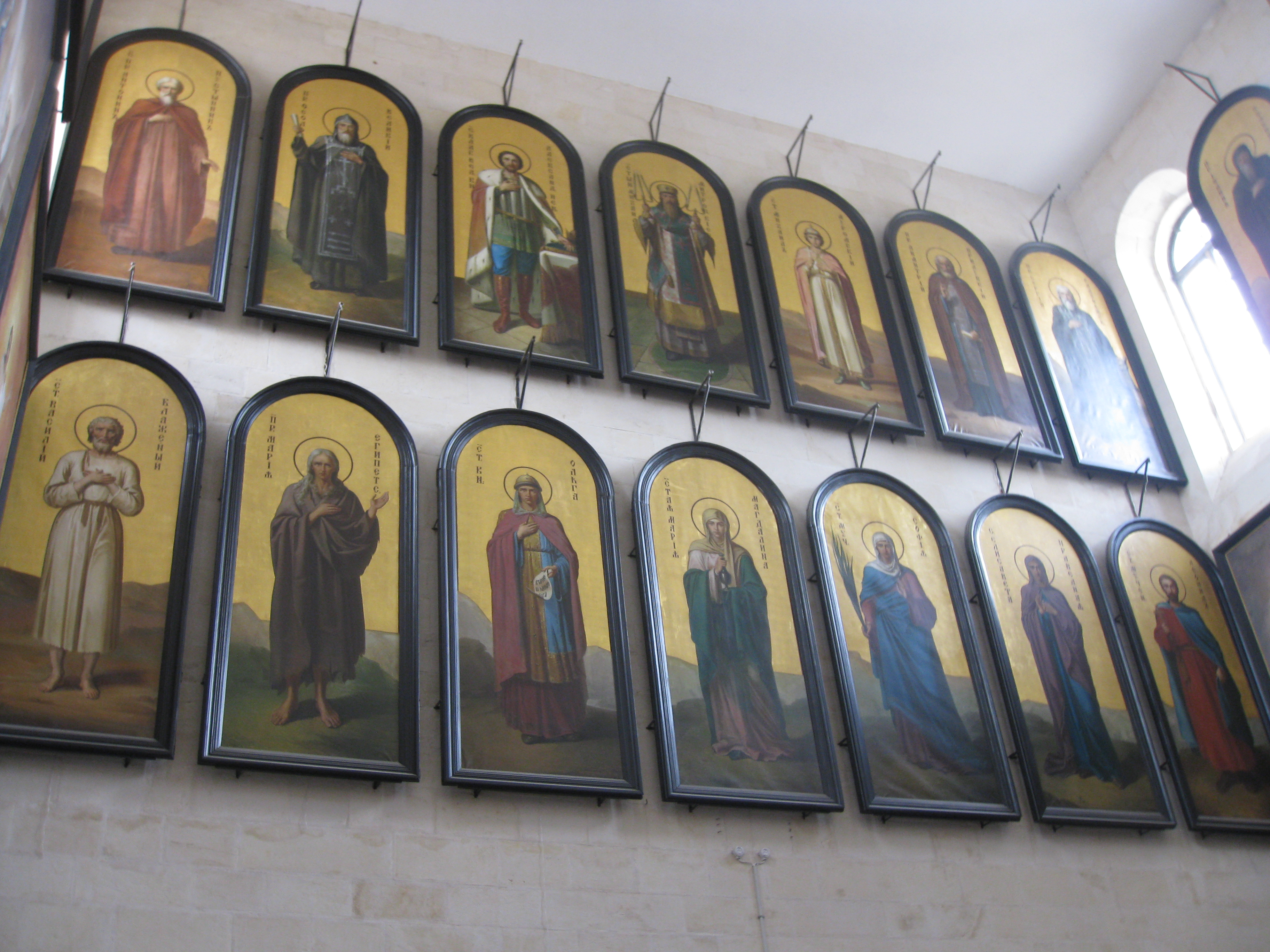
Grandes icônes de saints
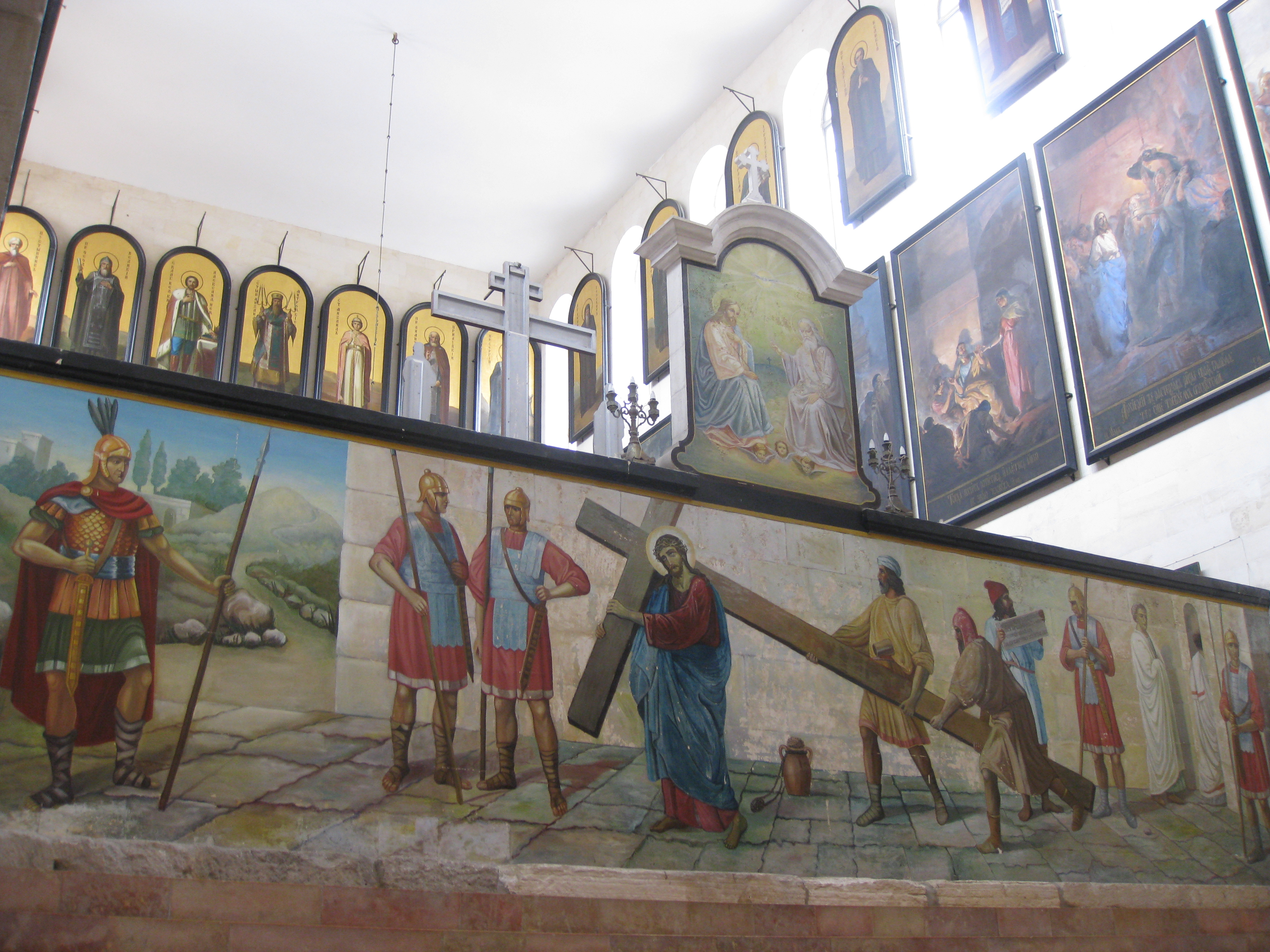
Fresque représentant le Portement de Croix
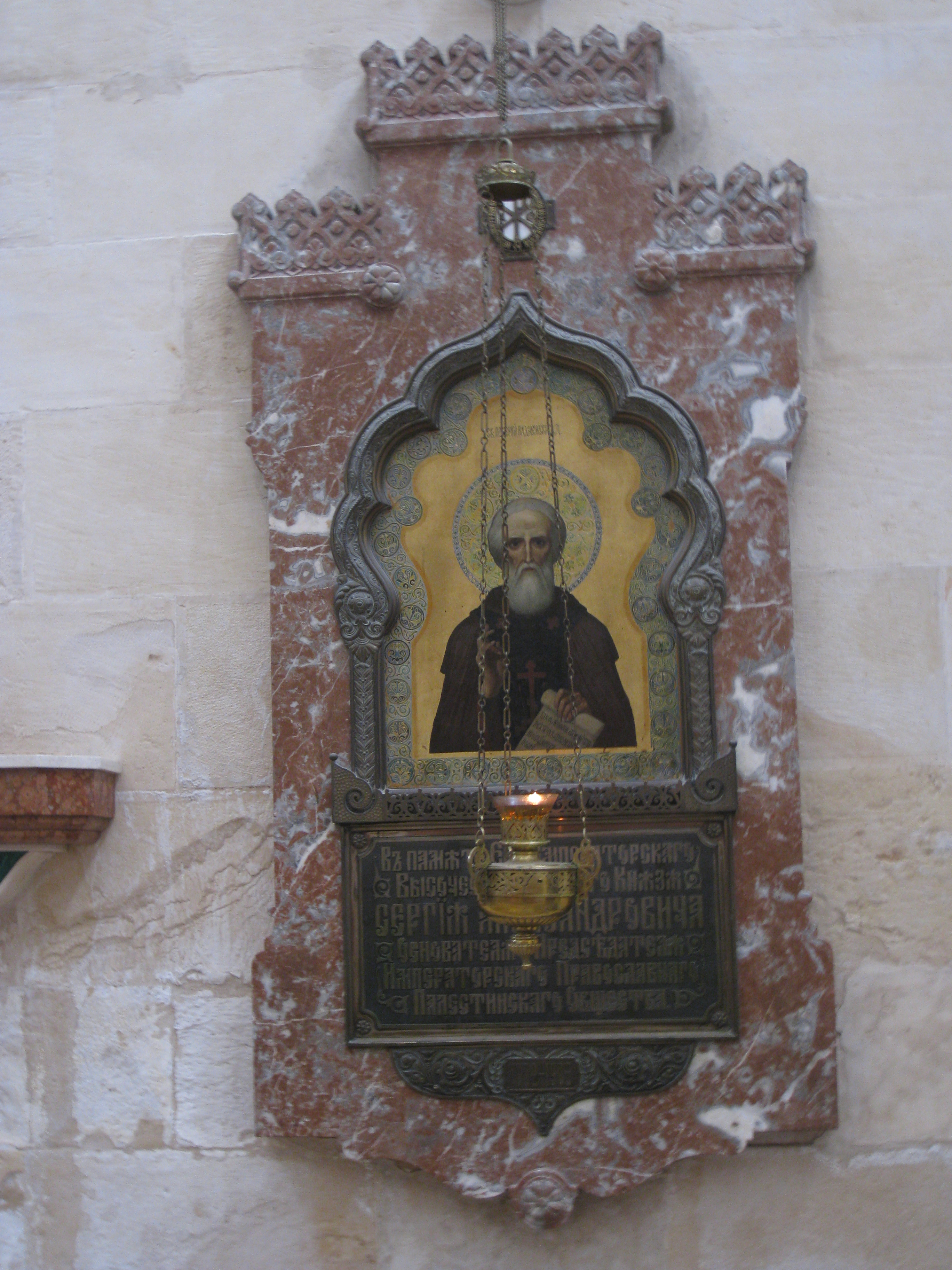
Icône de saint Serge de Radonège
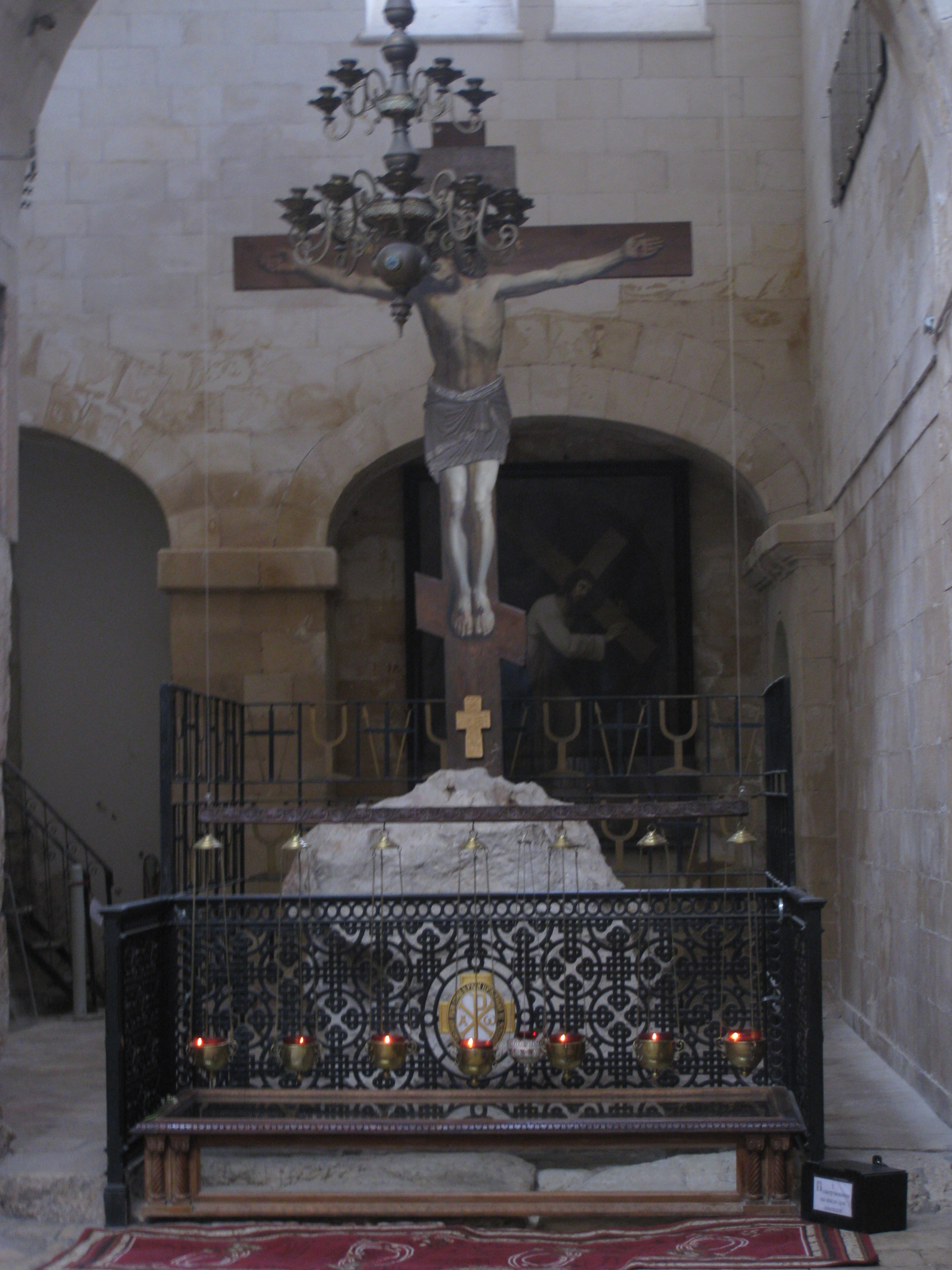
Crucifixion et roc sur lequel s'appuya Jésus

## Structure
- Président : Sergueï Stepachine[Depuis quand ?][3] (Président de la Cour des comptes de Russie)
- Youri Gratchov, conseiller à la Cour des comptes
- Nikolaï Lissovoï, Institut russe d'Histoire (RAN)
- Mikhaïl Bogdanov[4] vice-ministre des Affaires étrangères de Russie
- Le Conseil de l'IPPO qui regroupe une vingtaine de scientifiques, historiens, doyens de facultés, ecclésiastiques et hauts fonctionnaires. Le patriarche Cyrille de Moscou a été, jusqu'à son élection au Siège patriarcal de Moscou, vice-président de la Société.

## Publications
La société publie Le Recueil de la Palestine orthodoxe et de nombreux ouvrages scientifiques. Elle possède sa propre bibliothèque et son fonds d'archives.

## La Société et l'enseignement

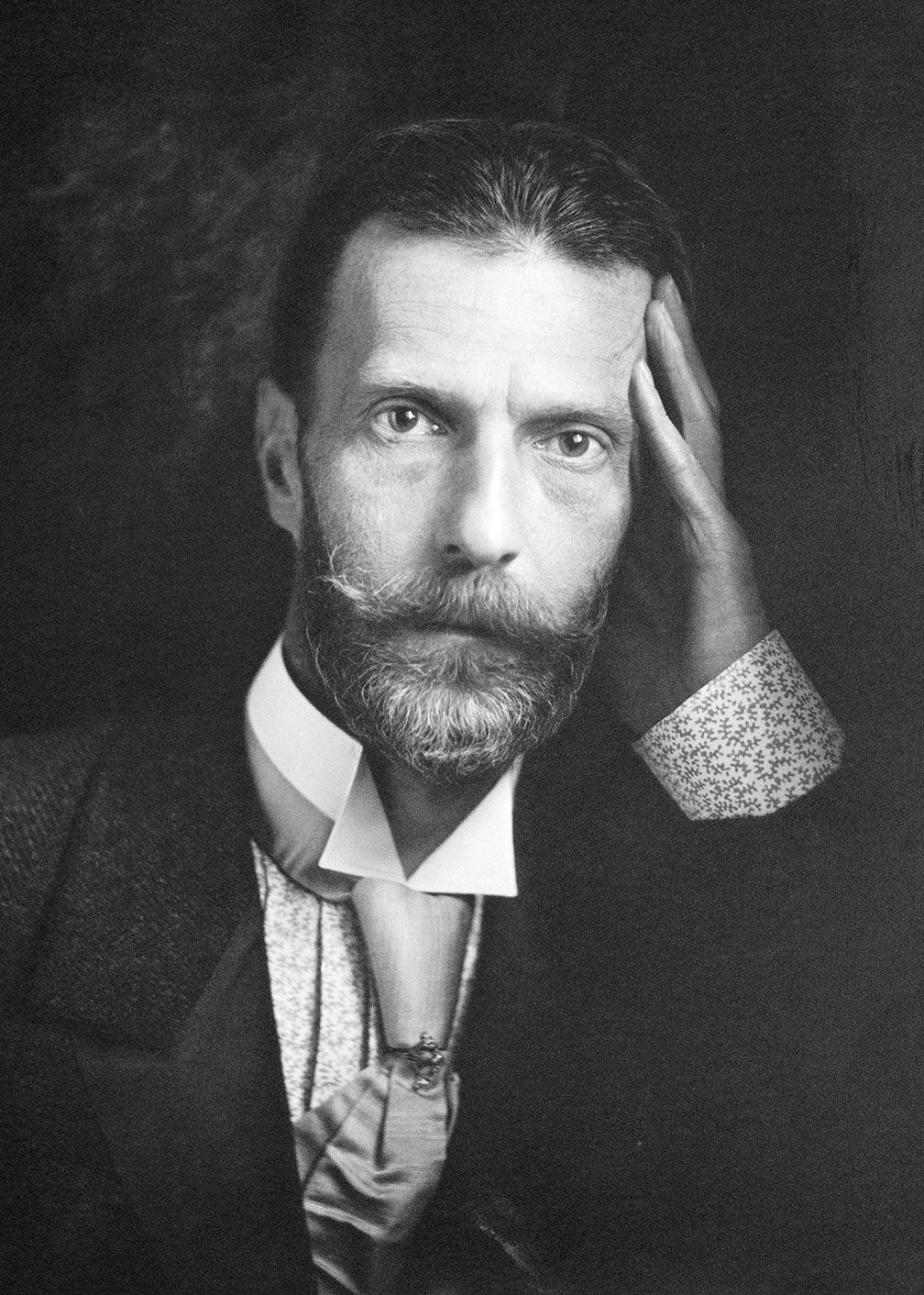
Portrait du grand-duc Serge, membre fondateur et président de la Société de 1889 à sa mort en 1905

Un des buts de la Société impériale était aussi de scolariser les enfants sur place. Il y avait plus d'une centaine d'écoles en Terre Sainte appartenant à la Société et deux écoles de formation d'enseignants. Les écoliers étaient issus des familles orthodoxes, mais pas seulement, et la très grande majorité d'entre eux étaient arabes, mais aussi arméniens et grecs. Ils étaient issus principalement de familles pauvres, car les études ici étaient gratuites. La première école ouvrit le 6 décembre 1882 dans le village de Moudjedil ; en septembre 1886, l'École normale de Nazareth.
Évidemment la Société impériale était sérieusement concurrencée par les écoles des congrégations catholiques, qui étaient plus nombreuses et plus anciennes, et celles des communautés protestantes, qui avaient plus de moyens financiers. La Société devait aussi subir la méfiance et parfois l'hostilité du patriarcat orthodoxe de Jérusalem. Une série d'écoles de la Société ouvrirent à partir de 1895 en Syrie, sur le territoire du patriarcat d'Antioche.
Les instituteurs et institutrices de ces écoles étaient laïcs, et au début, une partie d'entre eux était accueillie en Russie pour parfaire leur formation. Ensuite la société ouvrit une école de formation d'institutrices à Beit Jala, et une autre pour les instituteurs à Nazareth. Les écoles primaires de la Société impériale orthodoxe de Palestine enseignaient aux enfants le catéchisme, la langue arabe, l'arithmétique, la géographie, l'histoire et comportait obligatoirement un apprentissage en atelier. En plus dans certaines écoles, on enseignait le russe et les meilleurs élèves étaient parfois envoyés avec une bourse en Russie. La Société imprimait elle-même ses manuels et ses livres de classe, qui étaient en langue arabe.
Le budget pour l'entretien des écoles devenait de plus en plus important, jusqu'à 240 000 roubles par an, et cela pesait à la Société. L'on commença donc à partir de 1904 à se tourner vers l'État russe. Mais ce n'est qu'en 1912 que Nicolas II ratifia une loi émise par la Douma finançant les écoles de Syrie à hauteur de 150 000 roubles-or par an.
En 1911, à l'époque où la Société est dirigée par Sergueï Chtcherbatchiov (1911-1913), les élèves scolarisés par les écoles de la Société étaient 11 112 (5 426 garçons, et 5 586 filles). Ils étaient répartis en 1 493 élèves en Palestine, 1 231 élèves au Liban et 8 388 en Syrie. Elles firent naître plusieurs générations d'intellectuels arabes du Proche-Orient.
Les écoles ne reçurent de statut légal de l'Empire ottoman qu'en 1902, avec la permission spéciale d'Abdul-Hamid II. Elles cessèrent presque toutes d'exister au début de la Première Guerre mondiale, les Turcs soutenant l'Empire allemand, ennemi de l'Empire russe. Les troupes turques s'emparèrent des biens de la Société en décembre 1914.

## Sources
- Traduction partielle de l'article Wikipedia en russe